# Hillsboro, Illinois
Hillsboro là một thành phố thuộc quận Montgomery, tiểu bang Illinois, Hoa Kỳ. Năm 2010, dân số của thành phố này là 6207 người.

## Dân số
Dân số qua các năm:
- Năm 2000: 4359 người.
- Năm 2010: 6207 người.